# Rational Diet
Rational Diet – białoruski zespół rockowy, istniejący w latach 1996–2011. Specjalizował się w rocku awangardowym, nawiązywał też do współczesnej muzyki kameralnej.

## Historia zespołu
Zespół powstał w Brześciu, zaczął od wydania kasety „From The Grey Notebook”, z recytacjami m.in. wierszy Aleksandra Wwiedienskiego. W skład zespołu wchodził wtedy Maxim Velvetov (gitara), Vitaly Appow (instrumenty dęte), Dimitry Maslovsky (bas), Nikołaj „Gumberg” Semitko (perkusja). 
Pierwszą płytę, „The Shameless” zespół wydał nakładem własnym w 2003, została w 2006 wznowiona nakładem polskiej wytwórni Audiotong. Wykorzystano na niej teksty rosyjskich futurystów Daniiła Charmsa i Aleksieja Kruczonycha.
W kolejnych latach zespół przeniósł się do Mińska, gdzie jego skład uzupełnili studenci mińskiego konserwatorium, choćby Olga Podgajska.
Większą popularność przyniosły Rational Diet trzy albumy wydane w latach 2007–2010 nakładem włoskiej wytwórni AltrOck Productions. Zespół nawiązywał na nich do nurtu Rock in Opposition i takich wykonawców jak Univers Zero, Present, Henry Cow lub Samla Mammas Manna. Poza tradycyjnymi instrumentarium rockowym Rational Diet wykorzystywał m.in. fagot, wiolonczelę czy akordeon.
W 2011 Rational Diet uczestniczył w przygotowaniu audiobooka „Miłosz pa Bialorusku” we współpracy z białoruskim poetą, Andrejem Chadanowiczem. Grupa stworzyła akompaniament do wybranych wierszy Czesława Miłosza, przetłumaczonych i czytanych przez Chadanowicza.
Po roku 2011 zespół rozpadł się, a jego byli muzycy stworzyli dwa projekty: 
- Five-Storey Ensemble, który wydał w roku 2013 płytę „Not That City”[7]
- The Archestra, który również w 2013 wydał płytę „Arches”[8]

## Członkowie zespołu
Za materiałem źródłowym, który podaje jedynie anglojęzyczną transkrypcję nazwisk:
- Vitaly Appow (fagot, saksofon, akordeon)
- Eugeny Alexeyev (instrumenty klawiszowe)
- Cyrill Krista (skrzypce)
- Dimitry Maslovsky (gitara basowa)
- Anna Ovchinnikova (wiolonczela)
- Olga Podgaiskaya (pianino, instrumenty klawiszowe, śpiew)
- Nikołaj „Gumberg” Semitko (perkusja)
- Maxim Velvetov (gitary)

## Dyskografia
- From The Grey Notebook (2000; kaseta)
- The Shameless (2003; wydany nakładem własnym)[3]
- Rational Diet (2007)
- At Work (2008)
- On Phenomena and Existences (2010)